# Václav Havel
Pour les articles homonymes, voir Havel (homonymie).
Václav Havel [ˈvaːt͡slaf ˈɦavɛl] , né le 5 octobre 1936 à Prague et mort le 18 décembre 2011 à Hrádeček, est un dramaturge, essayiste et homme d'État tchécoslovaque puis tchèque.
Durant la période communiste, il prend part à l’opposition à la dictature en tant que membre de la Charte 77.
En 1989, il est l’une des figures de proue de la révolution de Velours, qui restaure la démocratie parlementaire.
Il est élu président de la République fédérale tchèque et slovaque de 1989 à 1992, puis président de la République tchèque de 1993 à 2003. 
Responsable politique atypique mû en priorité par l'éthique, il est généralement estimé comme une « personnalité extraordinaire » dans son pays ; il est souvent appelé le « président-philosophe » et sa vie a été qualifiée d'« œuvre d'art » par l'écrivain Milan Kundera.

## Biographie

### Jeunesse sous le pouvoir communiste
Václav Havel naît au sein d'une famille de la bourgeoisie praguoise : « une famille d'entrepreneurs richissimes, propriétaires de studios de cinéma et de dizaines d'immeubles dans la capitale ». Après la libération du pays de l’occupant nazi par l'Armée rouge et l'arrivée au pouvoir des communistes en 1948, sa famille est dépossédée de ses biens et accusée d'avoir collaboré avec les nazis. Ses parents sont obligés de travailler comme ouvriers dans l'usine qu'ils ont créée. À partir de son adolescence, le jeune Václav s'intéresse beaucoup à la poésie, et écrit de nombreux poèmes, ce qui surprend beaucoup son père. 
À la fin de la guerre, il découvre le scoutisme, qui le marque profondément, mais ce mouvement est bientôt interdit et remplacé par celui des pionniers communistes, où il n'est évidemment pas admis, car le jeune Havel se trouve, comme la plupart des membres issus de l'élite, qualifié d'« ennemi de classe ». C'est pourquoi, après sa scolarité obligatoire, en 1951, il se trouve interdit d'études par le régime et ne peut entrer à l'université pour suivre les études de littérature et de cinéma comme il le souhaitait.
Dès ses quinze ans, il forme un groupe avec des amis, tous nés en 1936, qu'ils appellent « les trente-six ». Ils organisent des rencontres et des séminaires dans lesquels ils discutent très librement de l'oppression du régime socialiste, recherchent avidement des ouvrages d'auteurs interdits, et publient une revue dactylographiée, sans avoir conscience que ce qu'ils font est extrêmement dangereux : s'ils avaient eu dix-huit ans et avaient été découverts, ils se seraient retrouvés en camp de concentration stalinien ou condamnés à mort. C'est grâce à l'un des membres de ce groupe qu'il découvre Franz Kafka, auteur interdit à l'époque (il sera autorisé à partir de 1963), qui restera durant toute sa vie son auteur préféré et la principale source d'inspiration de son œuvre théâtrale.
Cette marginalisation sociale lui est d'ailleurs imposée alors qu'il refusait déjà lui-même d'être reconnu plus pour sa « position sociale favorable » que pour son esprit. Pendant quatre ans, alors qu'il est apprenti-technicien dans un laboratoire de chimie, Havel assiste à des cours du soir, complétant ainsi sa formation pré-universitaire qui lui permet d'entreprendre des études d'économie à l'École technique supérieure de Prague, bien qu'il eût préféré entrer à la Faculté de cinéma de l'Académie des arts de Prague (où enseignait Milan Kundera), ce qui s'est révélé impossible à cause de son origine sociale. Encouragé par tradition familiale à s'intéresser aux valeurs humaines de la République tchécoslovaque, Václav Havel commence dès l'âge de dix-neuf ans à publier articles et nouvelles, en particulier dans des revues liées au théâtre.

### Théâtre
Pendant son service militaire, Václav monte avec deux de ses amis, Andrej Krob et Karel Brynda (plus tard dramaturge principal du théâtre d'Ostrava), l'ensemble théâtral de son régiment, avec une pièce attribuée à Pavel Kohout (qui en réalité n'existe pas : ce sont les trois amis eux-mêmes qui ont écrit la pièce) intitulée Les nuits de septembre, dans laquelle Havel joue le rôle d'un brigadier négatif. Cela permet à leur groupe d'amis de fuir la monotonie du service militaire, et d'aller dans des festivals, où ils rencontrent un certain succès. La pièce est jugée trop dangereuse pour l'esprit de l'armée, et le groupe doit renoncer aux médailles et aux prix.
Après son service militaire, il travaille comme éclairagiste au théâtre ABC, puis plus tard, dès 1960, au théâtre sur la Balustrade (Divadlo na zábradlí). Il y rencontre Olga Havlová, comédienne, qu'il épouse en 1964. Ce deuxième théâtre produit sa première pièce, la Fête en plein air (Zahradní slavnost) (1963), une pièce présentant d'une remarquable manière la forte régénération des tendances qui prévalaient dans la culture et la société tchèque dans les années 1960 et qui a culminé lors du Printemps de Prague de 1968. Pour lui, son action dans la vie publique et culturelle est un moyen de promouvoir son idéal démocratique. Pour vivre, il travaille en parallèle comme manœuvre dans une brasserie industrielle.
Václav Havel est d'abord inspiré par le théâtre de l'absurde et l'héritage kafkaïen, puis sa parole dissidente prend le dessus. Le grand nom qu'il s'est fait dans les années 1960, grâce à son œuvre dramatique, et à la censure que lui impose le régime politique, font que, dans les années 1970, Havel entre résolument dans la dissidence, pour rédiger un vibrant plaidoyer politique en faveur des droits de l'homme : le manifeste de la Charte 77.

### Représentant de l'opposition tchécoslovaque
Après l'invasion de la Tchécoslovaquie par les troupes du Pacte de Varsovie en 1968, qui marque la fin du processus de libéralisation du Printemps de Prague, Václav Havel n'a pas abandonné ses convictions, dont il trouvait inspiration dans les écrits de Jan Patočka et de Martin Heidegger,, comme de nombreux dissidents tchèques de son époque. Il a été président du Cercle des écrivains indépendants, puis membre actif au sein du club des Sans-parti engagés. Son engagement lui coûte une censure de ses pièces : en 1971, ses pièces sont interdites. En 1974, il travaille dans une brasserie. La communauté internationale remarque ce dissident, notamment en raison de sa lettre ouverte adressée au président Gustáv Husák, en 1975, où il dénonce la situation de la société et la responsabilité du régime politique. Il est perçu dès lors comme un représentant de l'opposition intellectuelle tchécoslovaque. En tant que citoyen, il proteste contre l'oppression intense qui marque ce que la gauche au pouvoir nomme la « normalisation ». En 1977, il est l'un des cofondateurs, et l'un des trois porte-paroles de la « Charte 77 », une organisation de défense des droits de l'homme en Tchécoslovaquie. Son action le mène en prison à trois reprises : il y passe au total près de cinq ans, entre 1977 et 1989. Il y écrit, en 1978, un essai, « Le Pouvoir des sans-pouvoir », dans lequel il analyse les mécanismes de la mauvaise raison d’État qui prive selon lui les citoyens ordinaires de toute capacité d'influer sur le cours réel de leur vie : mécanismes qui conduiraient à la résignation des individus et aussi à leur démission morale, stérilisant en fait la dynamique sociale. Derrière cette analyse, il veut démontrer la force de la résistance morale et de la vie. Cet essai obtient un impact non seulement chez les dissidents tchécoslovaques, mais aussi dans les mouvements d'opposition des autres pays socialistes.
Le 9 décembre 1988 il est invité, avec huit autres dissidents, à un petit-déjeuner avec le président français François Mitterrand. Il est arrêté le 9 janvier 1989 pour un rassemblement interdit en mémoire de Jan Palach, et est condamné le 21 février, à neuf mois de prison. Il est finalement libéré le 17 mai après avoir purgé la moitié de sa peine,.

### Révolution de Velours
En novembre 1989, à cause de ses séjours répétés en prison pour ses écrits politiques, Václav Havel est un dissident très connu de l'opinion publique et est spontanément placé par la foule à la tête du mouvement « Forum civique », une association unie des mouvements d'opposition et d'initiative démocratique. Sa présence et ses interventions dans les manifestations attirent des foules de plus en plus nombreuses. Il devient alors un personnage clé de la révolution de Velours, qui culmine du 16 novembre au 29 décembre 1989. Ainsi, quand il prend la parole au cours d'une manifestation, la foule crie « Havel, na Hrad! », soit « Havel, au château ! » (siège de la présidence).

### Présidence de la République

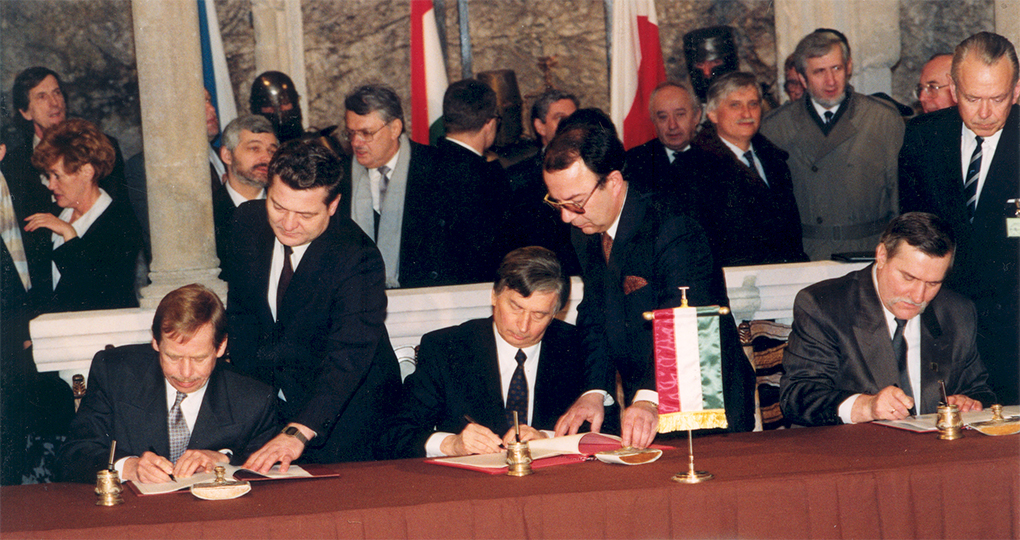
Václav Havel avec József Antall et Lech Wałęsa lors de la première réunion du groupe de Visegrád, en février 1991.

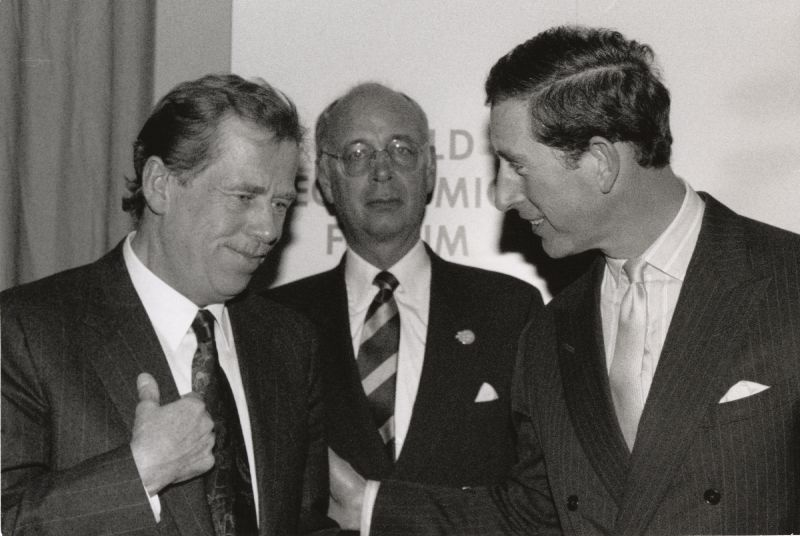
Václav Havel en 1992 au Forum économique mondial de Davos, en compagnie de Klaus Schwab et du prince Charles.

En décembre 1989, Václav Havel est investi par un courant d'opinion unanime et n'a donc aucune difficulté à évincer l'ancien secrétaire général du PC, Alexander Dubček, qui doit se contenter de la présidence de l'Assemblée fédérale.
Après la démission du président Gustáv Husák, en attendant des élections parlementaires, Havel est élu président intérimaire de la Tchécoslovaquie, par l'Assemblée fédérale, composée pourtant à 80 % de députés communistes. Le nouveau président n'envisageait pas du tout l'accès à ce poste les jours précédant la chute du régime et dut se faire un peu prier. Il finit par accepter cette fonction à titre intérimaire : aussi, son mandat devait expirer quarante jours après les premières élections parlementaires libres qui devaient suivre. Mais, comme Havel l'a lui-même rappelé, « l'intérim a duré 13 ans » : les parlementaires élus démocratiquement le reconduisirent à la présidence de la République en juillet 1990.
En tant que président de la République fédérale tchèque et slovaque, il rencontre très vite tous les chefs des États européens, ainsi que les présidents des États-Unis, de l'URSS et de nombreux autres pays. Son action sur la scène internationale permet au pays d'avoir de nouvelles relations avec l'extérieur. En politique intérieure, Václav Havel conduit de grands changements démocratiques dans l'administration du pays et dans la démocratisation de la société. Il est reconnu comme un président non partisan, indépendant de tout parti politique, et une autorité essentielle sur la scène politique ainsi que dans les relations entre Tchèques et Slovaques.
Le 20 juillet 1992, Havel démissionne de ses fonctions présidentielles, lorsque la partition entre Tchèques et Slovaques devient inéluctable, partition à laquelle il a été longtemps opposé. Après son retrait, il délaisse la vie publique pendant deux mois. En septembre 1992, il tombe d'accord avec la proposition du gouvernement : que le président soit élu par les deux Chambres du Parlement, qu'il ne puisse pas être révoqué par celui-ci et qu'il ait le droit de le dissoudre. En retour, en janvier 1993, Václav Havel est élu président de la nouvelle République tchèque indépendante, devenant le premier détenteur de cette fonction. Son ami proche, Ivan Medek, devient chef du bureau du président (chancelier).  
Grand fumeur, il est opéré, en 1996, d'un cancer du poumon, dont il se rétablit.
Il est réélu en 1998, pour un nouveau mandat de cinq ans. Son ancien président du gouvernement, Václav Klaus, lui succède en février 2003.
Václav Havel est partisan de la guerre d'Irak, lancée par George W. Bush. Dans les derniers jours de sa présidence, il signe « la lettre des huit » avec sept autres dirigeants européens, soutenant l'administration Bush dans sa décision d'envahir l'Irak.

### Après la présidence

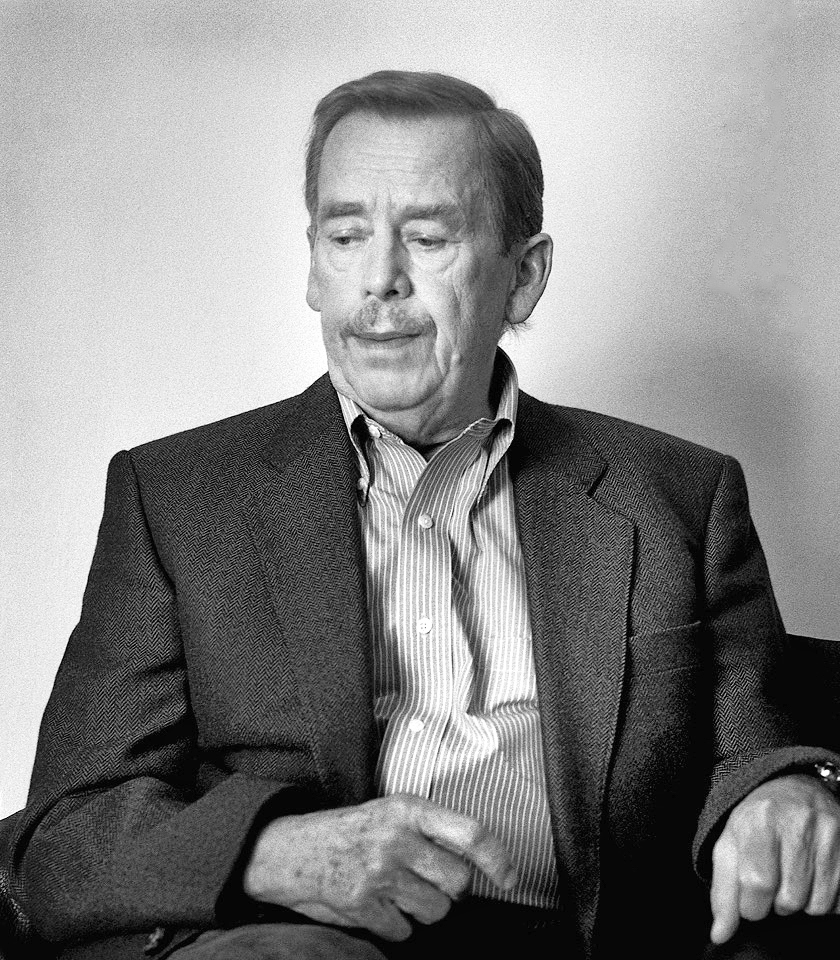
Václav Havel en 2006.

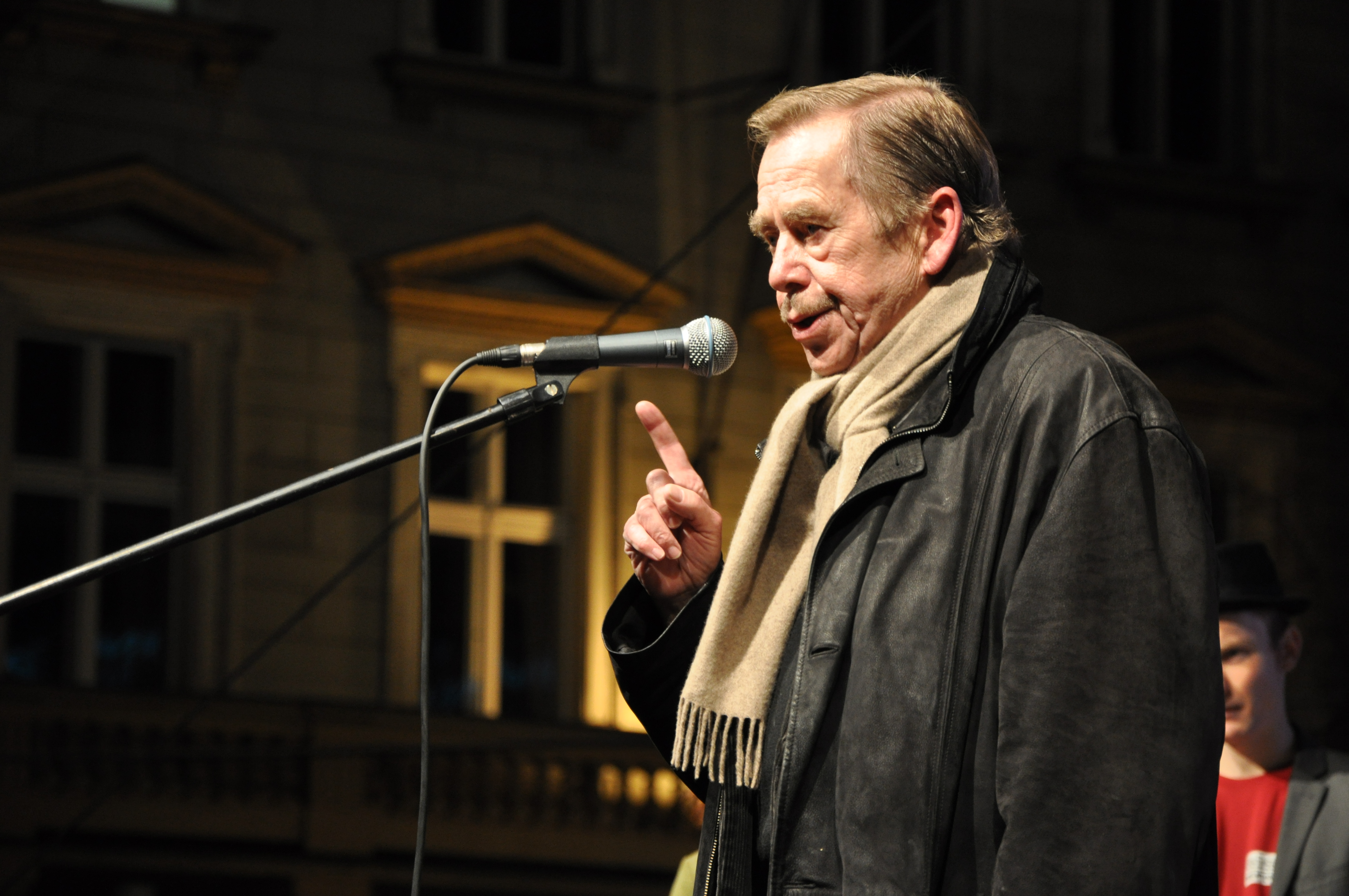
Václav Havel à la conférence « La Liberté et ses adversaires », à Prague (2009).

Si à l’étranger, il bénéficie d’une grande popularité, dans son pays son étoile pâlit un peu. Les Tchèques lui reprochent son remariage rapide après le décès, en 1996, de sa femme Olga Havlová, avec Dagmar Veškrnová, une actrice de dix-sept ans sa cadette qui avait signé l'Anticharte, une réaction du pouvoir communiste à la Charte 77 signée par Václav Havel. Ils critiquent aussi la récupération d'une grande partie de l'important patrimoine immobilier confisqué à sa famille par les communistes.
En mai 2006, lors de la séance d'ouverture de la Semaine Verte de la Commission européenne, il déclare :
« Le monde est un grand mystère, nous devons l’aborder avec humilité », face à un public d’eurocrates, de lobbyistes professionnels et de représentatants d’ONG. Il remet explicitement en cause les fondations de la croissance économique : « Il n’est pas judicieux de croire que la croissance est quelque chose qui peut durer pour toujours » - faisant référence au Rapport de Donnella et Dennis Meadows (chercheurs au MIT) intitulé   The limits to Growth (« Les limites à la croissance »).
Václav Havel poursuit :
« Ce n’est pas juste une question de philosophie, c’est très réaliste », évoquant l’expansion urbaine, les taux de criminalité en hausse et le sentiment général d’aliénation associée à la vie moderne.
En novembre et décembre 2006, Václav Havel passe huit semaines aux États-Unis pendant lesquelles il donne des conférences et des cours magistraux à l'université Columbia et participe à un entretien public avec l'ancien président Bill Clinton. À la suite de ce séjour, il publie À vrai dire (Prosím stručně), un recueil d'entretiens avec Karel Hvížďala, qui est présenté comme ses Mémoires. Il y raconte les anecdotes de son quotidien lors de sa présidence et la difficulté pour un homme de lettres de se conformer aux protocoles du pouvoir. Il montre également que, malgré la chute du bloc soviétique et l'arrivée de la liberté politique, son pays n'est toujours pas libéré sur le plan économique ; il est très critique envers le capitalisme financier, qui méprise les hommes, les pays et leur histoire. Pour lui, une société ignorante de son passé, qui ne fait que courir vers la télévision et les grands magasins, court vers l'abîme.
Il publie, en 2007, Partir (Odcházení), une pièce sur l'abandon du pouvoir. D'abord prévue pour le Théâtre national, elle est finalement proposée au théâtre de Vinohrady, dans laquelle joue Dagmar Havlová, l'épouse de l'ancien président.
En 2008, en pleine polémique sur le déploiement du bouclier antimissile des États-Unis sur le territoire tchèque, il fait preuve d'atlantisme en déclarant : « Je crois qu'en l'occurrence on peut se comporter comme de vrais alliés et aider les États-Unis dans leur projet ».
De santé fragile, V. Havel connaît des problèmes pulmonaires, à la suite d'une pneumonie mal soignée pendant ses années de prison et de son cancer du poumon en 1996. Il souffre de bronchite chronique et de problèmes cardiaques. En mars 2011, il est hospitalisé et contraint de rester les mois suivants dans sa maison de campagne, dont il sort peu. Il trouve tout de même la force de rencontrer le dalaï-lama, de passage à Prague, et de signer une pétition pour que l'opposition russe s'unisse contre Vladimir Poutine, après les élections controversées du 4 décembre.
Václav Havel meurt dans son sommeil, d'une insuffisance respiratoire, le 18 décembre 2011, dans sa maison de campagne de Hrádeček, commune de Vlčice, située à 113 km à l'est-sud-est de Prague.
Depuis 2012, le principal aéroport tchèque est nommé aéroport de Prague - Václav Havel.

## Hommages posthumes

### Deuil national

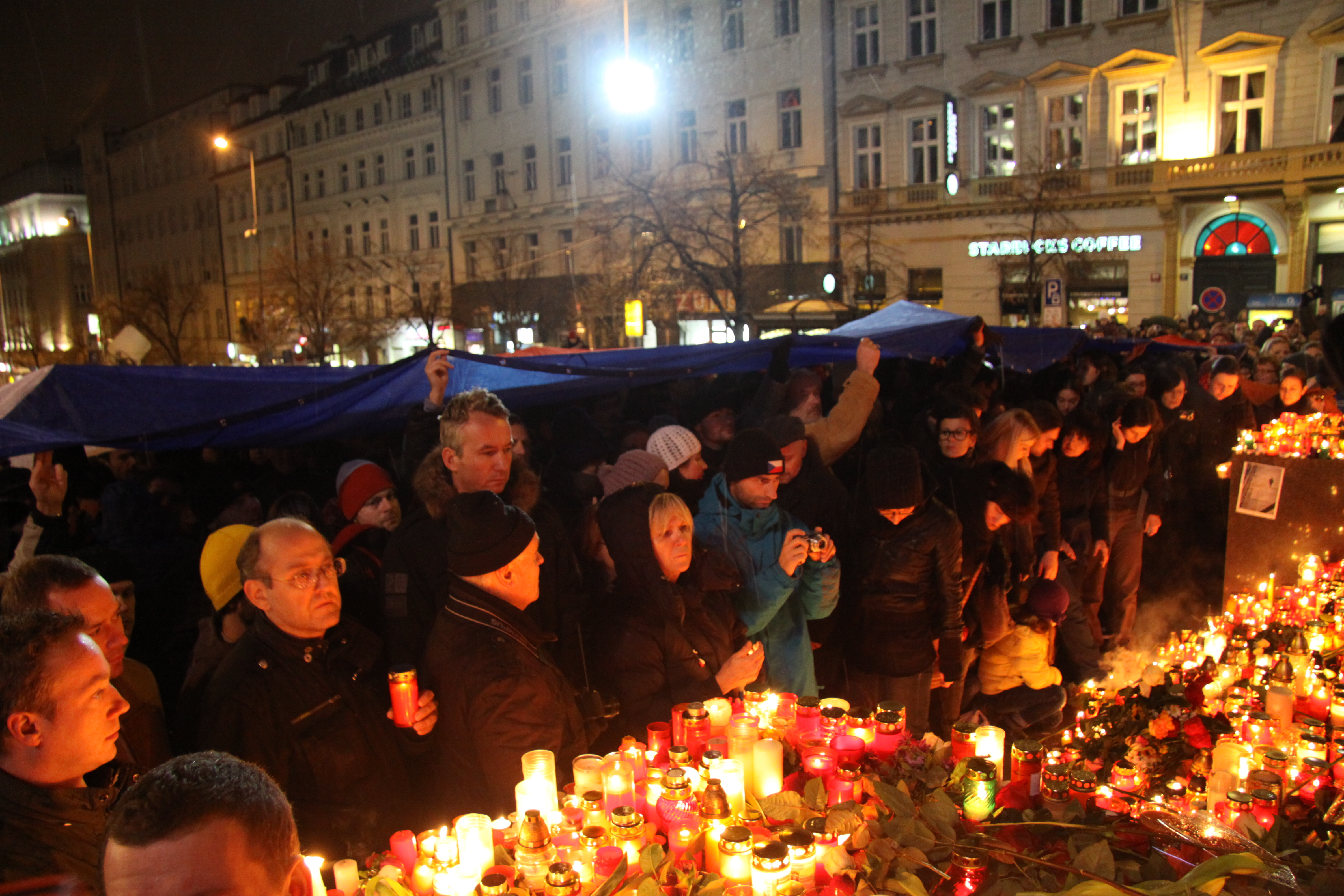
Un rassemblement spontané, place Venceslas, à Prague, le 18 décembre 2011, à l'annonce de la mort de l'ancien président Václav Havel.

Le gouvernement tchèque décrète un deuil national de trois jours (les 21, 22 et 23 décembre), pour que les Tchèques puissent rendre hommage à leur ancien président.
Une journée de deuil national est également décrétée par le gouvernement slovaque le 23 décembre.

### Déclarations à l'annonce de sa mort
- « Havel a incarné les aspirations de la moitié d'un continent coupé par le Rideau de fer et aidé à défaire les liens de l'Histoire, conduisant à une Europe démocratique et unie. » — Barack Obama, président des États-Unis.
- La chancelière allemande Angela Merkel a salué « un grand Européen » : « Son combat pour la liberté et la démocratie était aussi inoubliable que sa grande humanité. Nous les Allemands, nous lui sommes particulièrement redevables. »
- « L'Europe a une dette profonde vis-à-vis de Václav Havel [qui] a voué sa vie à la cause de la liberté humaine. Pendant des années, le communisme a tenté de l'écraser, et d'éteindre sa voix. Mais Havel, le dramaturge et le dissident, ne pouvait être réduit au silence. » — le Premier ministre britannique David Cameron.
- « Avec la disparition de Václav Havel, la République tchèque perd l'un de ses grands patriotes, la France perd un ami, l'Europe perd l'un de ses sages. » — le président français Nicolas Sarkozy dans une lettre au président tchèque Václav Klaus.
- Le président du Conseil italien Mario Monti a déploré la disparition d'un « grand homme d'État et d'un homme qui a lutté pour les valeurs dans lesquelles il croyait : liberté, démocratie et la dignité de tous les êtres humains — le fondement de la construction européenne. »
- L'ex-secrétaire d'État américaine, d'origine tchèque, Madeleine Albright, amie proche du président, a pris la parole à l'issue de la célébration religieuse pour rappeler que « le combat de Vaclav Havel pour la liberté n'était pas une fin en soi, mais un moyen pour faire vaincre la vérité ».

### Funérailles nationales
Des funérailles d'État se tiennent le 23 décembre, à la cathédrale Saint-Guy du château de Prague, sous la présidence de l'archevêque de Prague, Mgr Dominik Duka. Après la crémation, ses cendres sont déposées dans le caveau familial au cimetière Vinohrady.
Plusieurs ambassadeurs, ministres, chefs d'État et de gouvernement ainsi que d'autres dignitaires nationaux et étrangers sont présents, dont :
| Pays               | Drapeau                 | Délégation officielle | Titre normalisé |
| ------------------ | ----------------------- | --- | --- |
| Albanie            | Flag of Albania         | Sali Berisha | Premier ministre |
| Allemagne          | Flag of Allemagne       | Christian Wulff | Président fédéral |
| Arménie            | Flag of Arménie         | Édouard Charmazanov (en) | Vice-président de l'assemblée nationale |
| Autriche           | Flag of Austria         | Heinz Fischer | Président fédéral |
| Autriche           | Flag of Austria         | Margot Klestil-Löffler (en) | Ancienne première dame |
| Belgique           | Flag of Belgium         | Philippe de Belgique | Prince héritier du trône |
| Belgique           | Flag of Belgium         | Didier Reynders | Ministre des Affaires étrangères |
| Bulgarie           | Flag of Bulgaria        | Nikolaï Mladenov | Ministre des Affaires étrangères |
| Bulgarie           | Flag of Bulgaria        | Jelio Jelev | Ancien président de la République |
| Bulgarie           | Flag of Bulgaria        | Petar Stoyanov | Ancien président de la République |
| Canada             | Flag of Canada          | David Lloyd Johnston | Gouverneur général |
| Croatie            | Flag of Croatie         | Ivo Josipović | Président de la République |
| Croatie            | Flag of Croatie         | Stjepan Mesić | Ancien président de la République |
| Danemark           | Flag of Danemark        | Villy Søvndal | Ministre des Affaires étrangères |
| Espagne            | Flag of Spain           | Pío García-Escudero | Président du Sénat |
| Estonie            | Flag of Estonia         | Lembit Uibo | Ambassadeur |
| États-Unis         | flag des États-Unis     | Hillary Rodham Clinton | Secrétaire d'État |
| États-Unis         | flag des États-Unis     | Bill Clinton | Ancien président |
| États-Unis         | flag des États-Unis     | Madeleine Albright | Ancienne secrétaire d'État |
| États-Unis         | flag des États-Unis     | Norman Eisen (en) | Ambassadeur |
| États-Unis         | flag des États-Unis     | Suzanne Vega | Auteur-compositrice-interprète |
| Finlande           | Flag of Finland         | Tarja Halonen | Présidente de la République |
| France             | Flag of France          | Nicolas Sarkozy | Président de la République |
| Géorgie            | Flag of Georgie         | Mikheil Saakachvili | Président de la République |
| Géorgie            | Flag of Georgie         | Guiorgui Baramidze | Ministre des Affaires européennes |
| Hongrie            | Flag of Hungary         | Pál Schmitt | Président de la République |
| Irlande            | Flag of Irlande         | Mary Robinson | Ancienne présidente |
| Islande            | Flag of Iceland         | Ásta Ragnheiður Jóhannesdóttir | Présidente du Parlement |
| Israël             | Flag of Israël          | Yossi Peled (en) | Ministre sans portefeuille |
| Italie             | Flag of Italie          | Gianfranco Fini | Président de la Chambre des députés |
| Japon              | flag of Japan           | Ryuji Yamane (en) | Vice-ministre des Affaires étrangères |
| Jordanie           | Flag of Jordan          | Hassan ben Talal | Prince |
| Kosovo             | Coat of arms of Kosovo  | Atifete Jahjaga | Présidente |
| Lettonie           | Flag of Latvia          | Andris Bērziņš | Président de la République |
| Lettonie           | Flag of Latvia          | Vaira Vīķe-Freiberga | Ancienne présidente de la République |
| Lituanie           | Flag of Lithuania       | Dalia Grybauskaitė | Présidente de la République |
| Lituanie           | Flag of Lithuania       | Vytautas Landsbergis | Ancien président de la République |
| Luxembourg         | Flag of Luxembourg      | Henri de Luxembourg | Grand-duc |
| Luxembourg         | Flag of Luxembourg      | Jean Asselborn | Ministre des Affaires étrangères |
| Macédoine          | Flag of Macédoine       | Gjorge Ivanov | Président de la République |
| Malte              | Flag of Malte           | Ugo Mifsud Bonnici | Ancien président de la République |
| Moldavie           | Flag of Moldavie        | Petru Lucinschi | Ancien président de la République |
| Monténégro         | Flag of Montenegro      | Filip Vujanović | Président de la République |
| Norvège            | Flag of Norvège         | Dag Terje Andersen | Président du Parlement |
| Pays-Bas           | Flag of the Netherlands | Willem-Alexander des Pays-Bas | Prince héritier du trône |
| Pays-Bas           | Flag of the Netherlands | Uri Rosenthal | Ministre des Affaires étrangères |
| Pologne            | Flag of Poland          | Bronisław Komorowski | Président de la République |
| Pologne            | Flag of Poland          | Lech Wałęsa | Ancien président de la République |
| Pologne            | Flag of Poland          | Bogdan Borusewicz | Président du Sénat |
| Pologne            | Flag of Poland          | Aleksander Kwaśniewski | Ancien président de la République |
| Pologne            | Flag of Poland          | Tadeusz Mazowiecki | Ancien chef du gouvernement |
| Portugal           | Flag of Portugal        | Paulo Portas | Ministre des Affaires étrangères |
| République tchèque | Flag of Czech Republic  | Václav Klaus Livia Mištinová Karel Schwarzenberg Milan Štěch Miroslava Němcová Petr Nečas Karolína Peake Jan Kubice Miroslav Kalousek Alexandr Vondra Martin Kuba Jiří Pospíšil Jaromír Drábek Petr Bendl Leoš Heger Josef Dobeš Tomáš Chalupa Alena Hanáková Kamil Jankovský Pavel Dobeš Jan Fischer Mirek Topolánek Petr Pithart (en) Martin Bursík Ondřej Liška Pavel Rychetský Marta Kubišová Ivan Král Michael Žantovský (en) | Président de la République Première dame Ministre des Affaires étrangères Président du Sénat Présidente de l'Assemblée des députés Président du gouvernement Vice-présidente du gouvernement Ministre de l'Intérieur Ministre des Finances Ministre de la Défense Ministre de l'Industrie et du Commerce Ministre de la Justice Ministre du Travail et des Affaires sociales Ministre de l'Agriculture Ministre de la Santé Ministre de l'Éducation Ministre de l'Environnement Ministre de la Culture Ministre du Développement régional Ministre des Transports Ancien président du gouvernement Ancien ministre Président du Conseil constitutionnel Chanteuse Musicien Ambassadeur et biographe de V. Havel |
| Roumanie           | Flag of Roumanie        | Traian Băsescu | Président de la République |
| Roumanie           | Flag of Roumanie        | Emil Constantinescu | Ancien président de la République |
| Royaume-Uni        | Flag of Royaume-Uni     | David Cameron | Premier ministre |
| Royaume-Uni        | Flag of Royaume-Uni     | John Major | Ancien Premier ministre |
| Russie             | Flag of Russie          | Vladimir Loukine | Médiateur pour les droits de l'homme |
| Slovaquie          | Flag of Slovaquie       | Ivan Gašparovič | Président de la République |
| Slovaquie          | Flag of Slovaquie       | Iveta Radičová | Présidente du gouvernement |
| Slovaquie          | Flag of Slovaquie       | Mikuláš Dzurinda | Ministre des Affaires étrangères |
| Slovaquie          | Flag of Slovaquie       | Rudolf Schuster | Ancien président de la République |
| Slovénie           | Flag of Slovenia        | Danilo Türk | Président de la République |
| Slovénie           | Flag of Slovenia        | Milan Kučan | Ancien président de la République |
| Suède              | Flag of Suède           | Carl Bildt | Ministre des Affaires étrangères |
| Suisse             | Flag of Suisse          | Eveline Widmer-Schlumpf | Conseillère fédérale |
| Tibet              | Flag of Tibet           | Samdhong Rinpoché | Chef du gouvernement en exil |
| Ukraine            |                         | Konstantin Grichtchenko | Ministre des Affaires étrangères |
| Vatican            |                         | Giovanni Coppa | Cardinal |
| Union européenne   | flag of Europe          | José Manuel Barroso | Président de la Commission européenne |
| Union européenne   | flag of Europe          | Jerzy Buzek | Président du Parlement européen |
| Union européenne   | flag of Europe          | Štefan Füle | Commissaire européen à l'Élargissement |
| OTAN               |                         | Claudio Bisogniero (en) | Secrétaire général délégué |
| Nations unies      |                         | Ban Ki-moon | Secrétaire général |

## Affiliations
Il est membre honoraire du Club de Rome et membre d'honneur du Club de Budapest dont il fut le premier à recevoir le prix Conscience planétaire en 1996.

## Un homme politique atypique
Connu pour son sens aigu de l'absurde et de l'autodérision, Václav Havel choisit parmi ses premières décisions, au printemps 1990, de nommer comme ambassadeur à Moscou, le fils de l'ancien secrétaire général du Parti communiste tchécoslovaque, Rudolf Slánský, pendu en 1952, sur pression de Staline, le dissident Rudolf Slánský fils. La presse de Prague qualifia cette décision de meilleur exemple de l'humour tchèque.
Quand le pape Jean-Paul II vint en visite officielle à Prague, juste après la révolution de Velours, le président Havel, pourtant catholique non-pratiquant, se confessa à lui et cette démarche, très personnelle, fut révélée par le communiqué officiel.
Le groupe Toy Matinee (en) avec Kevin Gilbert et Patrick Leonard lui ont dédié une chanson dans leur premier album sorti en 1991 : Remember My name.
Samuel Beckett, qui fut prix Nobel de littérature, lui dédia sa pièce Catastrophe, en 1982, alors que le dissident Havel se trouvait en prison pour son engagement anticommuniste.
Václav Havel fut proche de Frank Zappa, qui soutint dès le début la dissidence tchèque. Son Premier ministre d'alors et futur successeur, Václav Klaus, lui reprocha d'avoir envoyé des condoléances le jour de la mort du guitariste, alors que des grands hommes tchèques meurent chaque jour sans tant d'honneur. Havel était également un très grand admirateur du groupe Velvet Underground, et est toujours resté culturellement proche du rock.

### Recueils de poèmes
- (cs) Čtyři rané básně — (fr)… ; (en) Four Early Poems.
- (cs) Záchvěvy I & II, 1954 — (fr)… ; (en) Quivers I & II.
- (cs) První úpisy, 1955 — (fr)… ; (en) First promissory notes.
- (cs) Prostory a časy, 1956 — (fr)… ; (en) Spaces and times.
- (cs) Na okraji jara (cyklus básní), 1956 — (fr)… ; (en) At the edge of spring (poetry cycle).
- (cs) Antikódy, 1964 — (fr)… ; (en) Anticodes.
  - Erika Abrams a traduit trois de ces recueils, sous les titres : Largo Desolato, Tentation, Assainissement

### Œuvres dramatiques
- Pièce en un acte :
  - (cs) Rodinný večer, 1960 — (fr) Soirée en famille (traduction de Xavier Galmiche et Aurélie Rouget-Garma), l'Espace d'un instant  (ISBN 978-2-915037-52-4) ; (en) A Family Evening.
  - (cs) Vyrozumění, 1965 — (fr) Mémorandum ; (en) The Memorandum.
  - (cs) Ztížená možnost soustředění, 1968 — (fr) Plus moyen de se concentrer !, avec Le Rapport dont vous êtes l'objet (Vyrozumění, 1965)  (ISBN 978-2-0707-2582-3 et 978-2-7498-0070-7) ; (en) The Increased Difficulty of Concentration.
  - (cs) Anděl strážný, 1968 — (fr) L'Ange gardien (traduction de Katia Hala), l'Espace d'un instant  (ISBN 978-2-915037-52-4) ; (en) Guardian Angel.
  - (cs) Motýl na anténě, 1968 — (fr) Un papillon sur l'antenne (traduction Jean-Philippe Bayeul), l'Espace d'un instant  (ISBN 978-2-915037-52-4) ; (en) A Butterfly on the Aerial.
  - (cs) Spiklenci, 1971 — (fr)… ; (en) The Conspirators.
  - (cs) Audience, 1975 — (fr) Audience ; (en) Audience (Conversation).
  - (cs) Vernisáž, 1975 — (fr) Vernissage ; (en) Unveiling (Private View).
  - (cs) Protest, 1978 — (fr) Pétition ; (en) Protest.
- Pièce en quatre tableaux :
  - (cs) Zahradní slavnost, 1963 — (fr) La Fête en plein air (traduction de François Kérel) ; (en) The Garden Party.
- Pièce en cinq tableaux :
  - (cs) Horský hotel, 1976 — (fr) L'Hôtel des Cimes  (ISBN 978-2-0707-2926-5) ; (en) Mountain Hotel (A Hotel in the Hills).
  - (cs) Asanace, 1987 — (fr) Assainissement, avec Tentations (Pokoušení, 1985)  (ISBN 978-2-0707-2409-3).
  - (cs) Zítra to spustíme, 1988 — (fr) C'est pour demain (traduction de Petra Habrovanská), l'Espace d'un instant  (ISBN 978-2-915037-52-4) ; (en) Tomorrow We’ll Start It Up.
- Pièce en sept tableaux :
  - (cs) Largo desolato, 1984 — (fr) Largo desolato  (ISBN 978-2-0707-0559-7) ; (en) Largo desolato.
- Pièce en dix tableaux :
  - (cs) Pokoušení, 1985 — (fr) Tentation (traduction de Erika Abrams), Gallimard, 1991, Coll. « Le manteau d'Arlequin », 222 p., incluant Assainissement (Asanace, 1987)  (ISBN 978-2-0707-2409-3) ; (en) Temptation.
- Pièce en douze tableaux :
  - (cs) Vyrozumění, 1965 — (fr) Le Rapport dont vous êtes l'objet (traduction de Milan Kepel), Gallimard, 1992, Coll. « Le manteau d'Arlequin », 181 p. incluant Plus moyen de se concentrer ! (Ztížená možnost soustředění, 1968)  (ISBN 978-2-0707-2582-3 et 978-2-7498-0070-7).
- Pièce en quatorze tableaux :
  - (cs) Žebrácká opera, 1974 — (fr) La Grande roue : sur les motifs de John Gay : pièce en quatorze tableaux (traduction d'Ivan Palec), L'Avant-scène Théâtre no 803, Gallimard, 1991, Coll. « Le manteau d'Arlequin », 152 p.  (ISBN 978-2-0707-0991-5 et 2-0707-0991-4),  (ISBN 978-2-7498-0251-0).
- Autres pièces :
  - (cs) Autostop (avec Ivan Vyskočil), 1961 — (fr) Auto-Stop (traduction Katia Hala), l'Espace d'un instant  (ISBN 978-2-915037-52-4).
  - (cs) Žebrácká opera, 1972 — (fr) L'Opéra de quat'sous ; (en) The Beggar's Opera. Traduit par Paul Wilson. Ithaca, Cornell University Press, 2001.
  - (cs) Chyba, 1983 — (fr) Erreur ; (en) Mistake.
  - (cs) Asanace, 1987 — (fr) Le Redéveloppement ; (en) Redevelopment.
  - (cs) Perpetuum mobile, 1989 — (fr) Mouvement perpétuel (Perpetuum mobile), l'Espace d'un instant (traduction Jean-Philippe Bayeul)  (ISBN 978-2-915037-52-4).
  - (cs) Odcházení, 2007 — (fr) Partir ; (en) Leaving.

### Essais
- (cs) Dopis Gustávu Husákovi, 1975 — (fr) Lettre ouverte à Gustáv Husák[29] ; (en) An Open Letter to Dr. Husak, General Secretary of the Czechoslovak Communist Party, dans Jan Vladislav (éd.), Václav Havel or Living in Truth, London, Faber & Faber, 1986.
- (cs) Moc bezmocných, 1978 — (fr) Le Pouvoir des sans-pouvoir, Paris, Calmann-Lévy, collection Essais politiques, Paris, 1989[29] ; (en) The Power of the Powerless : Citizens Against the State in Central-Eastern Europe, Paul Wilson (trans.), Hutchinson, Londres, 1985.
- (cs) Pokus žít v pravdě, 1980 — (fr) Tentative de vivre dans la vérité ; (en) Living in Truth. Recueil de vingt-deux essais publié à l'occasion de sa remise du prix Érasme. Jan Vladislav (éd.), Faber and Faber Londres, Boston, 1989.
- (cs) Dopisy Olze, 1983 — (fr) Lettres à Olga, préfacées par Marcel Maréchal et Edgar Morin, traduction du tchèque par Jan Rubeš, Paris, Éditions de l'Aube (1re édition, 1990  (ISBN 978-2-8767-8048-4)), 3e édition, 1999  (ISBN 978-2-8767-8337-9) ; (en) Letters to Olga: June 1979 - September 1982. Traduction et introduction par Paul Wilson, Alfred A. Knopf, New York, 1988 ; Faber and Faber, Londres, Boston, 1990.
- (cs) O lidskou identitu, 1984 — (fr) Pour l’identité humaine.
- (cs) Dálkový výslech, 1987 — (fr) Interrogatoire à distance (traduction par Jan Rubeš), Paris, Éditions de l'Aube, 1989.
- (cs) Muka svobody, 1994 — (fr) L'Angoisse de la liberté.
- (cs) Očekává se, 1997 — (fr) Il est permis d'espérer, Paris, Calmann-Lévy, collection Liberté de l'esprit, 1998, 120 p.  (ISBN 978-2-7021-2796-4 et 2-7021-2796-7).
- (cs) Letní přemítání, 1991 — (fr) Méditations d'été, Paris, Éditions de l'Aube, traduction Jan Rubeš, 164 p.  (ISBN 2-8767-8100-X).
- (cs) Pro postmoderní politické, 2003 — (fr) Pour une politique post-moderne  (ISBN 978-2-8767-8505-2).
- (cs) Pravda a láska musí zvítězit nad lží a nenávistí, 2007 — (fr) L'amour et la vérité doivent triompher de la haine et du mensonge.
- (cs) Prosím stručně. Rozhovor s Karlem Hvížďalou, poznámky, dokumenty, 2006 — (fr) À vrai dire… : livre de l'après-pouvoir (entretiens avec Karel Hvízďala, réalisés en 2006, traduction de Jan Rubeš), Paris, Éditions de l'Aube, collection Document, 435 p.  (ISBN 978-2-7526-0303-6 et 2-7526-0303-7) ; 2008  (ISBN 978-2-7526-0501-6).
- (fr) Regards sur la France, ouvrage collectif, Paris, Le Seuil, 2007  (ISBN 978-2-0205-7273-6).
- (fr) Le cauchemar du monde post-communiste (avec Joseph Brodsky), Anatolia, 1994  (ISBN 978-2-9098-4811-2 et 2-9098-4811-6).
- (fr) Le Printemps tchécoslovaque 1968 (François Fejtö, Jacques Rupnik, Pavel Tigrid, préface de Václav Havel[30], Bruxelles, Complexe, 2008  (ISBN 978-2-8048-0151-9 et 2-8048-0151-9).
- (fr) Sur l'Europe (avec François Mitterrand)  (ISBN 2-87678-072-0) (BNF 35478484).
- (cs) Pražský hrad a jeho umělecké poklady, — (fr) Le Château de Prague et ses trésors d'art (Tomáš Vlček (cs), Prince C. Schwarzenberg, Ivo Hlobil), préface de Václav Havel, Paris, Bibliothèque des Arts, 2000  (ISBN 978-2-8504-7163-6).
- (fr) Essais politiques rassemblés par Roger Errera et Jan Vladislav, Paris, Le Seuil, 1991  (ISBN 2-02-012896-9) ; Paris, Calmann-Lévy, 1994  (ISBN 2-7021-1827-5) : « Lettre ouverte à Gustáv Husák » (Dopis Gustávu Husákovi) (1975), « Le Pouvoir des sans-pouvoir » (Moc bezmocných) (1978), « La Politique et la Conscience » (Politika a Svědomí) (1984), « L’Anatomie d'une réticence » (Anatomie jedné zdrženlivosti) (1986).

### Filmographie et théâtre
- (cs) Odcházení, 2011 — (fr) Sur le départ.
- La Terre d'Havel, pièce de théâtre écrite en 2016 (d'après Václav Havel) par la compagnie de théâtre Terre contraire de Salon-de-Provence qui retrace la vie du couple Václav Havel et Olga Havlová de 1977 à 1989.

### Ouvrages sur Václav Havel
- Geneviève Even-Granboulan, Václav Havel, président philosophe, préface de Paul Ricœur, Éditions de l'Aube, Essai, 2003, Collection « Monde en cours », 252 p.  (ISBN 2-8767-8899-3 et 978-2-8767-8899-2).

- Bruno Ronfard, Václav Havel : la patience de la vérité, Desclée de Brouwer, 1994, Collection « Témoins d'humanité », 126 p.  (ISBN 2-2200-3520-4 et 978-2-2200-3520-8).

- Friedrich Dürrenmatt, Pour Václav Havel (discours, traduction de Gilbert Musy), coédition, Éditions de l'Aube, 1990, 40 p.  (ISBN 978-2-8818-2244-5) ; postface de Wilfred Schiltknecht, collection « MiniZoé », no 13, 32 pages, 1995  (ISBN 2-8818-2244-4).

- Eda Kriseová (trad. du tchèque par Jan Rubeš), Václav Havel : la biographie autorisée, Éditions de l'Aube, coll. « Regards croisés », 1991, 380 p. (ISBN 2-8767-8067-4 et 978-2-8767-8067-5) ; (en) Václav Havel : The Authorized Biography. New York: St. Martin’s Press, 1993.
- Michael Zantovsky, Vaclav Havel une vie, Paris, Buchet-Chastel, 2014. (ISBN 2283027195 et 978-2283027196)
- Stéphanie Lehuger, Un président philosophe. Vaclav Havel : une éthique sans compromis, Paris, L'Harmattan, 2024. (ISBN 2336451387 et 978-2336451381)

## Récompenses internationales
- 1981 : prix Plaisir du théâtre
- 1982 : prix Simón Bolívar (en)
- 1986 : prix Érasme
- 1989 : prix Olof Palme, Suède
- 1990 : grand-croix de la Légion d'honneur, France
- 1990 : prix UNESCO des droits de l'homme (en)
- 1991 : prix international Charlemagne d'Aix-la-Chapelle
- 1991 : prix Sonning
- 1991 : docteur honoris causa de l'université libre de Bruxelles[31]
- 1993 : prix Theodor Heuss (de)
- 1994 : médaille présidentielle de la Liberté, États-Unis
- 1995 : prix international de Catalogne
- 1996 : prix Conscience planétaire[32] décerné par le Club de Budapest
- 1996 : chevalier grand-croix honoraire de l'ordre du Bain (civil), Royaume-Uni
- 1997 : prix mondial Cino-Del-Duca
- 1998 : Prix Europe pour le Théâtre, prix spécial du président Jack Lang[33]
- 1998 : Prix international de la paix de Westphalie
- 2002 : chevalier grand-croix au grand cordon de l'ordre du Mérite, République italienne
- 2003 : compagnon de l'ordre du Canada[34],[35]
- 2003 : reçoit le premier prix Ambassadeur de la conscience, décerné par Amnesty International à des personnalités ayant défendu et amélioré la cause des droits de l'homme[36].
- 2004 : prix Lumière de la vérité
- 2007 : docteur honoris causa de l'université de Liège[37]
- 2009 : docteur honoris causa de l'Institut d'études politiques de Paris[38]
- 2010 : prix Franz Kafka de littérature, délivré par la Société Franz Kafka de Prague[39]